# Ebba Brahe
Ebba Magnusdotter Brahe (ur. 16 marca 1596 w Lärjeholmie, zm. 5 stycznia 1674 w Sztokholmie) – hrabina i dama dworu królowej wdowy Krystyny z Holstein-Gottorp w latach 1611-1614 oraz królowej wdowy Katarzyny Stenbock 1614-1618. Jej ojciec Magnus Brahe był hrabią na Visingsborgu, wielkim ochmistrzem (drotsem) Królestwa Szwecji. 24 czerwca 1618 r. poślubiła marszałka Jakoba De la Gardie, z którym miała m.in. syna Magnusa Gabriela De la Gardie i córkę Marię Sofię De la Gardie.
Przez całe swoje życie była opisywana jako zalotna, z zamiłowaniem do luksusu. Znana z zainteresowania kwiatami i zwierzętami. Posiadała ogrody z uprawami kwiatów, owoców. Hodowała zwierzęta: gołębie, papugi i żółwie. Jedną z jej bardziej znanych przyjaciółek była Margareta Boije, żona radnego Arvida Forbusa.

## Życiorys

### Młodość
Ebba Brahe urodziła się jako córka hrabiego Magnusa Brahe i Brity Stensdotter Leijonhufvud. Była damą dworu królowej wdowy Krystyny z Holstein-Gottorp w latach 1611–1614 oraz królowej wdowy Katarzyny Stenbock 1614-1618. Na jej urodę zwrócili uwagę m.in. król Gustawa II Adolfa i książę Jan z Östergötland.

### Wczesne lata na dworze
Dziewczyna pojawiła się na dworze Sztokholmskim w 1611 roku i miała wówczas 15 lat. Uważano ją za kobietę bardzo atrakcyjną. Dzięki temu szybko została zauważona przez króla Gustawa II Adolfa. Od 1613 r. król zaczął wymieniać z nią potajemne listy. Pragnął ją widzieć u swojego boku na tronie Szwecji. Gustaw Adolf oświadczył się hrabinie, a ona poinformowała o tym swojego ojca. Magnus Brahe nie był zadowolony z planów małżeńskich. Obawiał się reakcji matki króla – Krystyny Holsztyńskiej. Hrabia skłonił Gustawa Adolfa do rozmowy z królową wdową. Krystyna obawiała się, że bezpośrednia odmowa bardziej utwierdzi syna w jego zamiarach. Wymijające odpowiedzi królowej w sprawie małżeństwa wystraszyły Ebbę. Pisała do Gustawa Adolfa, aby zapomniał o niej i zostawił w spokoju dla ich dobra.
Latem 1613 roku Krystyna urządziła hrabinie kilka poważnych awantur. Ebba została wysłana do swojego ojca od razu, gdy Gustaw Adolf się o tym dowiedział. Po rozmowach Ebby z Krystyną z pośrednictwem księcia Henryka Juliusza von Lauenburg, królowa zgłosiła gotowość do pojednania się z Ebbą pod warunkiem, że zgodzi się poczekać na małżeństwo kilka lat. Gustaw Adolf prosił, aby Ebba nie niszczyła tego, co udało się osiągnąć i postarała się pogodzić z Krystyną. Pod wpływem nalegań, Ebba wróciła na dwór Sztokholmski. Wkrótce król Gustaw musiał wyjechać, aby walczyć na froncie rosyjskim. Przez cały okres swojej nieobecności w Sztokholmie pisał do hrabiny listy.
Tymczasem o rękę Ebby prosił hrabia Klas Sture. Magnus Brahe nie chciał zrażać do siebie hrabiego, ale też obawiał się reakcji Gustawa, gdyby odmówił mu ręki córki. Ostatecznie hrabia Klas Sture domyślił się, co jest powodem niepewności Magnusa Brahe i zrezygnował.
W 1614 roku Gustaw Adolf otrzymał propozycję małżeństwa z córką landgrafa Hesji-Kassel. Ebba uznała czekanie na zgodę królowej na jej małżeństwo z Gustawem za bezcelowe. Napisała do niego list kończący ich związek. Zakończyła go zdaniem: „Jednak codziennie mam w pamięci Waszą Królewską Mość”. Wkrótce potem Ebba usunęła się z dworu.

### Małżeństwo
Rok później otrzymała propozycję małżeńską od marszałka Jakoba De la Gardie, a 11 listopada 1617 r. już świętowano ich zaręczyny w domu Katarzyny Stenbock w Sztokholmie. Pobrali się tam 24 czerwca 1618 r.
Związek między Ebbą Brahe i Jakobem De la Gardie jest opisywany jako szczęśliwy, a ona sama jako „szczęśliwa żona i dobra matka”. Mąż był gubernatorem Estonii i Inflant w latach 1619–1628. Ebba urodziła czternaścioro dzieci, z których siedmioro zmarło w młodym wieku. Najwięcej osiągnął ich syn Magnus Gabriel. Podczas swojego małżeństwa Ebba Brahe angażowała się w różne dziedziny. Głównie skupiała się na dbaniu o interesy finansowe swojego męża. Ponieważ Jakob De la Gardie był zajęty karierą i często był nieobecny w domu, Ebbie powierzono odpowiedzialność za majątek rodziny. Rozwinęła swoje umiejętności zarządcze, podróżując między posiadłościami rodziny w Szwecji i innych krajach bałtyckich. Jako właścicielka ziemska była określana jako zdolna i mądra.
W 1628 r. wraz z mężem wróciła na stałe do Szwecji. Para rozbudowała swoje posiadłości. W ostatnich latach jej mąż ciężko zachorował i oślepł. Opieka nad nim zajmowała coraz więcej czasu hrabinie. 

### Późne lata życia
W 1652 roku Ebba Brahe została wdową. Po śmierci męża rezydencja Makalös została odziedziczona przez jej syna Magnusa Gabriela de la Gardie, a Ebba Brahe przeniosła się do pałacu Louisa De Geera w Sztokholmie. Jako wdowa do końca życia ubierała się w strój żałobny. Od śmierci męża zarządzała wciąż rodzinnymi majątkami i gospodarstwami. Pod koniec życia była opisywana jako dumna, władcza i niepopularna wśród służących.
Mówi się, że Magnus Gabriel był jej ulubionym dzieckiem i był przez nią rozpieszczany. Obserwowała jego karierę. Była zadowolona z jego pozycji jako faworyta królowej Krystyny i wspierała jego małżeństwo z Marią Eufrozyną z Palatynatu. Gdy Magnus Gabriel popadł w niełaskę w 1653 roku, Ebba próbował namówić królową na przywrócenie go jako faworyta. Osobiście prosiła o litość dla syna i padła na kolana przed Krystyną, prosząc ją o wybaczenie synowi, co jednak nie przyniosło efektu. Kiedy Magnus Gabriel w 1660 r. objął ważną rolę w radzie regencyjnej Karola XI, próbowała zapewnić sobie własne wpływy. Listy Ebby Brahe do syna w tym czasie dotyczyły ustanawiania nowych osób na różne urzędy.

## W kulturze
W 1785 r. na zamku Gripsholm wystawiono sztukę napisaną przez Gustawa III i zweryfikowaną przez Kellgrena. Ukazano w niej Magnusa Gabriela de la Gardiego jako nieślubnego syna Ebby Brahe z królem Gustawem Adolfem.